# Уманський краєзнавчий музей
48°44′37″ пн. ш. 30°13′05″ сх. д. / 48.74361° пн. ш. 30.21806° сх. д.

Вхід до музею

Уманський краєзнавчий музей — краєзнавчий музей у  місті Умані; один з найстаріших музеїв Черкащини; найбільше зібрання матеріалів, предметів і матеріалів з історичного розвитку, культури, економіки, персоналій міста і Уманщини.
Уманський краєзнавчий музей міститься в історичній будівлі (колишня приватна лікарня 1902 року), і розташований за адресою: 

## Історія музею
Історія створення Уманського краєзнавчого музею бере свій початок у 1906 році, коли за ініціативою вчителя чоловічої гімназії, а згодом відомого українського археолога, мистецтвознавця та музеєзнавця Данила Щербаківського, був створений гурток любителів старовини. Члени гуртка зібрали цікаву збірку старовинних речей, декоративних розписів, побутових предметів, але музей не було відкрито через заборону місцевої влади.
У листопаді 1917 року відбулося відкриття «Історичного музею Уманщини» у приміщенні 1-ї Української гімназії імені Б. Грінченка. Організатором і першим директором музею був український археолог та мистецтвознавець Петро Курінний. 
У 1924 році музей став державним і отримав назву «Соціально-історичний музей Уманської округи». Музей одержав нове приміщення, в якому знаходиться і зараз. На той час він мав 5 відділів: археологічний, соціальної боротьби, польського малярства, стародруків та картографічний. Серед колекцій музею були цінні археологічні матеріали, стародруки, старовинний картографічний матеріал, колекція парцеляни, меблів, нумізматики, колекція картин західноєвропейських майстрів та багато іншого.
У 1936 році музей реорганізовано в Уманський міськрайонний краєзнавчий музей.
У роки німецько-радянської війни музей було розграбовано. Були вивезені найцінніші колекції: картини іспанських, голландських, польських художників, колекцію парцеляни, археологічну, нумізматичну колекції, меблі XVI—XVII століть, стародруки.
Вже 30 березня 1944 року музей в Умані відновив свою роботу.
Уманський краєзнавчий музей сьогодні (2000-ні) — це науково-освітня установа. Основні напрямки його діяльності полягають у збиранні, науковому вивченні і всебічному освітньо-виховному використанні музейних предметів.
Улітку 2007 року Уманський краєзнавчий музей опинився у центрі скандалу. Музейники запідозрили, що полотна українських художників Тетяни Яблонської, Миколи Глущенка, Сергія Шишка, Матвія Донцова та Івана Григор’єва підмінили. Перевірили фонди і виявили, що на місці оригіналів — 7 копій. Зниклі полотна оцінили у понад 1 млн 200 тисяч гривень. Була здійнята інформаційна шумиха, розпочато кримінальне слідство. Причетними до афери з картинами виявилися тодішній директор музею 60-річний Михайло Вихристюк та уманський райвідділ міліції. 1 жовтня 2008 року прокуратура повернула Уманському краєзнавчому музею викрадені картини, однак роботи Матвія Донцова й Тетяни Яблонської так і не були знайдені.

## Фонди, експозиція, відділи та діяльність
Фондова збірка Уманського краєзнавчого музею нараховує близько 50 тисяч експонатів. Серед них — унікальні археологічна та нумізматична колекції, предмети декоративно-прикладного мистецтва, воєнно-історичні, історико-побутові, художні, документальні та фотодокументи.
Експозиція Уманського краєзнавчого музею, що розміщається в експозиційних залах широко висвітлює історію Уманщини з найдавніших часів дотепер та природу краю.
У залах музею щорічно експонуються виставки, створені на основі фондових колекцій музею.
Музей має 4 відділи: 
- картинна галерея;

Музей діячів літератури і мистецтв Уманщини

- музей культури та побуту Уманщини;
- музей діячів літератури і мистецтв Уманщини;
- квартира-музей видатної української патріотки Надії Суровцевої.

Наукові співробітники музею внесли певний вклад в розвиток археологічної науки, краєзнавства, етнографії. До них, зокрема, належать: М. Курінний — український археолог (1918 року відкрив білогрудівську культуру), Х. Ящуржинський — історик, археолог, етнограф, М. Якимович — археолог (відкрив Володимирівську палеалітичну стоянку), Г. Храбан — історик-краєзнавець, автор численних наукових та науково-популярних статей з історії Уманщини та монографії «Спалах гніву народного», зробив повне археологічне обстеження Уманщини, П. Безвенглинський — вчений-геолог, В. Стефанович — археолог-краєзнавець, Л. Мельник — відомий український історик, Н. Суровцова — українська письменниця, громадська діячка.

## Співробітники
Серед співробітників були:
- Діденко Ольга Петрівна (1916—2010) — краєзнавець, археолог, музейник.

## Виноски
1. ↑  Кушніренко Лілія Викрадені картини повернули Уманському музею // інф. за 7 жовтня 2008 року від www.gazeta.ua (Газета.ua останні новини)
2. ↑  Про Уманський краєзнавчий музей у розділі «Музеї» на www.nashekolo.org.ua («Наше коло»: Культура Черкащини, мистецтво, туризм, регіональні події)